# Enagás
Enagás, S.A. (oprindeligt initialerne for Empresa Nacional del Gas) er en spansk energikoncern, som ejer og driver Spaniens gas-net. De ejer også fire LNG-terminaler i henholdsvis Huelva, Barcelona, Cartagena og Gijon.
Virksomheden blev etableret i 1972 af Spaniens regering, som skabte et nationalt netværk af gas-rør.